# Grand Prix automobile de São Paulo 2023
GP précédent GP suivant
Le Grand Prix automobile de São Paulo 2023 (Formula 1 Rolex Grande Prêmio De São Paulo 2023) disputé le 5 novembre 2023 sur l'Autodromo José Carlos Pace à São Paulo est la 1099e épreuve du championnat du monde de Formule 1 courue depuis 1950. Il s'agit de la 50e édition du Grand Prix brésilien comptant pour le championnat du monde de Formule 1, de la quarante et unième courue sur la piste d'Interlagos et de la vingt-et-unième manche du championnat 2023. Il s'agit par ailleurs cette année du sixième et dernier weekend de Grand Prix comprenant l'organisation d'une course sprint le samedi.
Les pilotes disposent de moins de six minutes pour disputer la troisième phase des qualifications, avant que des nuages noirs ne recouvrent le circuit puis que s'abatte un véritable déluge. Au jeu de l'unique tentative, Max Verstappen et Charles Leclerc sont les premiers à tirer leur épingle du jeu en se montrant surpris d'occuper la première ligne sans avoir eu l'impression de réussir le tour idéal. Il s'agit de la onzième pole position de la saison pour le triple champion du monde néerlandais et de la trente-et-unième de sa carrière. Ces conditions particulières permettent aux Aston Martin de briller, avec le troisième temps de Lance Stroll accompagné en deuxième ligne par Fernando Alonso. Lewis Hamilton part cinquième devant Lando Norris, suivis de Carlos Sainz Jr. et de George Russell ; Sergio Pérez et Oscar Piastri sont en cinquième ligne.  
Auteur du meilleur temps de la troisième phase du shootout, Norris part premier du sprint du samedi mais un freinage tardif à l'intérieur du premier virage permet à Verstappen de prendre la tête et de remporter la course, vingt-quatre tours plus tard. Le pilote Red Bull gagne son quatrième sprint sur les six inscrits au calendrier. Derrière lui, la bagarre pour les meilleures places est intense : Norris récupère la deuxième position après l'avoir perdue au profit des Mercedes, de même pour Pérez, troisième. Russell, deuxième en début de course, rétrograde au quatrième rang tandis que Leclerc et Tsunoda dépassent Hamilton en fin de course pour prendre les cinquième et sixième places, lui laissant la septième. Sainz, huitième, prend le dernier point, au prix d'une haute lutte face à Ricciardo, Piastri, Alonso et Stroll.
Max Verstappen remporte le Grand Prix de São Paulo, légèrement inquiété par Norris durant huit tours, avant de prendre le large pour gagner pour la cinquante-deuxième fois. Alors que la saison n'est pas encore achevée, il accumule les records avec 17 victoires en 20 courses (85 % de réussite), 922 tours et 4 459 kilomètres en tête ainsi que 19 podiums et plus de 500 points, total supérieur à celui de Mercedes dauphin de Red Bull au classement constructeurs ; statistiquement parlant, jamais un pilote n'a autant dominé la concurrence en Formule 1. Auteur d'une course très solide, Norris termine à huit secondes du vainqueur alors qu'Alonso monte sur la troisième marche du podium. 
La deuxième place sur la grille reste vide au départ puisque, lors du tour de chauffe, Leclerc, victime d'un problème hydraulique affectant sa SF-23, part en tête-à-queue et percute le mur du sixième virage. Derrière Verstappen, qui passe le premier virage en tête, Norris prend le meilleur sur Hamilton, Stroll et Alonso et s'installe en seconde position. Dans le peloton, Albon et Magnussen s'accrochent en pleine accélération et font de Piastri et de Ricciardo des victimes collatérales ; le drapeau rouge est brandi pour permettre l'évacuation des épaves. Pour le deuxième départ, l'ordre est le suivant : Verstappen, Norris, Hamilton, Alonso, Stroll, Russell, Pérez, Sainz, Ocon et Tsunoda ; Piastri et Ricciardo s'élancent de la voie des stands au volant de monoplaces réparées. Au quatrième tour, Alonso dépasse Hamilton et prend la troisième place, Russell et Pérez font de même sur Stroll et Gasly double Ocon et Tsunoda. 
Verstappen et Norris, qui s'échangent les records du tour, sont si proches qu'au huitième tour, avec l'aide de son aileron arrière mobile au premier virage puis au bout de la ligne droite opposée, le Britannique se porte à la hauteur de la Red Bull ; il ne parvient toutefois pas à le dépasser et n'aura plus d'autre chance. Dès la vingt-septième boucle, et au gré des différents arrêts au stand (deux pour les leaders), Pérez chasse Alonso pour le gain de la troisième place alors qu'Hamilton, dont la W14 manque de vitesse de pointe dans les longues lignes droites, rétrograde progressivement et se fait dépasser par Stroll, Sainz puis Gasly. Russell abandonne après 57 boucles à cause d'une surchauffe moteur. Dans le soixante-dixième et avant-dernier tour, Pérez dépasse Alonso à l'intérieur du premier virage mais l'Espagnol, à l'aide du DRS et au prix d'une manœuvre musclée, reprend l'avantage dans le quatrième virage du dernier tour ; dans la ligne droite finale, Pérez déboîte et tente de se porter à sa hauteur mais reste battu de 53 millièmes de seconde sur la ligne d'arrivée. Stroll confirme l'embellie d'Aston Martin en prenant la cinquième place devant Sainz qui n'a jamais été en mesure de lutter pour le podium. Au volant de son A523, Gasly se classe septième devant Hamilton qui doit même résister au retour de Tsunoda ; Ocon, sur la seconde Alpine, prend le dernier point en jeu. 
Au classement du championnat du monde, derrière Verstappen (524 points), son coéquipier Pérez (258 points) n'est pas encore assuré du rang de dauphin face à Hamilton (226 points). Alonso (198 points) et Norris (195 points) délogent Sainz (192 points) de la quatrième place. Avec 170 points, Leclerc reste septième devant Russell (156 points). Plus loin, Piastri (87 points) est neuvième devant Stroll (63 points), Gasly (62 points) et Ocon (46 points). Chez les constructeurs, l'écurie championne Red Bull Racing établit un nouveau record avec 782 points ; derrière elle, la deuxième place reste disputée par Mercedes (382 points) et Ferrari (362 points). Au quatrième rang, McLaren (282 points) n'est pas débarrassé de la menace Aston Martin (262 points) ; suivent Alpine (101 points), Williams (28 points), AlphaTauri qui progresse (21 points), Alfa Romeo (16 points) et Haas (12 points).

## Pneus disponibles
| Pneus pour piste sèche | Pneus pour piste sèche | Pneus pour piste sèche | Pneus pluie    | Pneus pluie |
| ---------------------- | ---------------------- | ---------------------- | -------------- | ----------- |
| Durs (Type C2)         | Medium (Type C3)       | Tendres (Type C4)      | Intermédiaires | Pluie       |

## Le format 2023 du sprint
La direction de la Formule 1 et les écuries sont parvenues, en marge du Grand Prix d'Australie à Melbourne, à un accord sur l'organisation d'un weekend de Grand Prix comprenant un sprint, faisant du samedi une journée de compétition indépendante. La formule est mise en place pour la première fois à Bakou puis aux Grands Prix d'Autriche, de Belgique, du Qatar, des États-Unis et, enfin, au Brésil.   
Selon cet accord, validé le 25 avril par le Conseil Mondial de la FIA, se déroule le vendredi une séance d'essais libres puis une séance de qualification attribuant la pole position et déterminant la composition de la grille de départ de la course dominicale,. Le samedi, se tiennent les qualifications pour le sprint selon un format raccourci à 45 minutes (12 pour la Q1, 10 pour la Q2 et 8 pour la Q3) et sous la dénomination « sprint shootout » puis le sprint lui-même avec attribution des points allant de 8 au premier à 1 au huitième,.

## Essais libres et qualifications

### Première séance d'essais libres, le vendredi de 11 h 30 à 12 h 30
| Pos. | Pilote           | Voiture               | Chrono         | Écart     |
| ---- | ---------------- | --------------------- | -------------- | --------- |
| 1    | Carlos Sainz Jr. | Ferrari               | 1 min 11 s 732 |           |
| 2    | Charles Leclerc  | Ferrari               | 1 min 11 s 840 | + 0 s 108 |
| 3    | George Russell   | Mercedes              | 1 min 11 s 865 | + 0 s 133 |
| 4    | Nico Hülkenberg  | Haas-Ferrari          | 1 min 11 s 928 | + 0 s 196 |
| 5    | Alexander Albon  | Williams-Mercedes     | 1 min 12 s 044 | + 0 s 312 |
| 6    | Lance Stroll     | Aston Martin-Mercedes | 1 min 12 s 136 | + 0 s 404 |

### Séance de qualifications, le vendredi de 15 h à 16 h
| Pos.                                                                                      | Pilote           | Écurie                | Qualifications 1 | Qualifications 2 | Qualifications 3 |
| ----------------------------------------------------------------------------------------- | ---------------- | --------------------- | ---------------- | ---------------- | ---------------- |
| 1                                                                                         | Max Verstappen   | Red Bull-Honda RBPT   | 1 min 10 s 436   | 1 min 10 s 162   | 1 min 10 s 727   |
| 2                                                                                         | Charles Leclerc  | Ferrari               | 1 min 10 s 472   | 1 min 10 s 303   | 1 min 11 s 021   |
| 3                                                                                         | Lance Stroll     | Aston Martin-Mercedes | 1 min 10 s 551   | 1 min 10 s 375   | 1 min 11 s 344   |
| 4                                                                                         | Fernando Alonso  | Aston Martin-Mercedes | 1 min 10 s 557   | 1 min 10 s 237   | 1 min 11 s 387   |
| 5                                                                                         | Lewis Hamilton   | Mercedes              | 1 min 10 s 604   | 1 min 10 s 266   | 1 min 11 s 469   |
| 6                                                                                         | George Russell   | Mercedes              | 1 min 10 s 340   | 1 min 10 s 316   | 1 min 11 s 590   |
| 7                                                                                         | Lando Norris     | McLaren-Mercedes      | 1 min 10 s 623   | 1 min 10 s 021   | 1 min 11 s 987   |
| 8                                                                                         | Carlos Sainz     | Ferrari               | 1 min 10 s 624   | 1 min 10 s 254   | 1 min 11 s 989   |
| 9                                                                                         | Sergio Pérez     | Red Bull-Honda RBPT   | 1 min 10 s 668   | 1 min 10 s 219   | 1 min 12 s 321   |
| 10                                                                                        | Oscar Piastri    | McLaren-Mercedes      | 1 min 10 s 519   | 1 min 10 s 330   | Pas de temps     |
| 11                                                                                        | Nico Hülkenberg  | Haas-Ferrari          | 1 min 10 s 475   | 1 min 10 s 547   |                  |
| 12                                                                                        | Esteban Ocon     | Alpine-Renault        | 1 min 10 s 763   | 1 min 10 s 562   |                  |
| 13                                                                                        | Pierre Gasly     | Alpine-Renault        | 1 min 10 s 793   | 1 min 10 s 567   |                  |
| 14                                                                                        | Kevin Magnussen  | Haas-Ferrari          | 1 min 10 s 602   | 1 min 10 s 723   |                  |
| 15                                                                                        | Alexander Albon  | Williams-Mercedes     | 1 min 10 s 621   | 1 min 10 s 840   |                  |
| 16                                                                                        | Yuki Tsunoda     | AlphaTauri-Honda RBPT | 1 min 10 s 837   |                  |                  |
| 17                                                                                        | Daniel Ricciardo | AlphaTauri-Honda RBPT | 1 min 10 s 843   |                  |                  |
| 18                                                                                        | Valtteri Bottas  | Alfa Romeo-Ferrari    | 1 min 10 s 955   |                  |                  |
| 19                                                                                        | Logan Sargeant   | Williams-Mercedes     | 1 min 11 s 035   |                  |                  |
| 20                                                                                        | Guanyu Zhou      | Alfa Romeo-Ferrari    | 1 min 11 s 275   |                  |                  |
| Temps minimal à réaliser pour la qualification : 1 min 15 s 263 (107 % de 1 min 10 s 340) |                  |                       |                  |                  |                  |

- La séance de qualification est définitivement arrêtée au drapeau rouge à quatre minutes du terme, chaque pilote ne pouvant réaliser qu'un seul tour lancé, à cause de l'arrivée d'un énorme orage limitant la visibilité sur le circuit et pouvant empêcher les hélicoptères de secours de décoller[8],[9].

### Grille de départ
- George Russell, auteur du sixième temps, est pénalisé d'un recul de deux places sur la grille pour avoir bloqué Pierre Gasly dans la voie des stands. Les commissaires estiment il ne s'est pas suffisamment serré sur la gauche afin de laisser passer des voitures qui ne voudraient pas ralentir avant de se lancer dans un tour de chauffe ; il s'élance huitième[10] ;
- Esteban Ocon, auteur du douzième temps, est pénalisé d'un recul de deux places sur la grille pour avoir roulé trop lentement au milieu de la voie des stands ; il s'élance quatorzième[11] ;
- Pierre Gasly, auteur du treizième temps, est pénalisé d'un recul de deux places sur la grille pour la même raison ; il s'élance quinzième[11].

## Sprint

### «Sprint shootout» le samedi de 11 h à 11 h 44
| Pos.                                                                                      | Pilote           | Écurie                | SQ1 (12 min)   | SQ2 (10 min)   | SQ3 (8 min)    |
| ----------------------------------------------------------------------------------------- | ---------------- | --------------------- | -------------- | -------------- | -------------- |
| 1                                                                                         | Lando Norris     | McLaren-Mercedes      | 1 min 11 s 824 | 1 min 11 s 221 | 1 min 10 s 622 |
| 2                                                                                         | Max Verstappen   | Red Bull-Honda RBPT   | 1 min 11 s 888 | 1 min 11 s 262 | 1 min 10 s 683 |
| 3                                                                                         | Sergio Pérez     | Red Bull-Honda RBPT   | 1 min 12 s 218 | 1 min 11 s 230 | 1 min 10 s 756 |
| 4                                                                                         | George Russell   | Mercedes              | 1 min 11 s 976 | 1 min 11 s 516 | 1 min 10 s 857 |
| 5                                                                                         | Lewis Hamilton   | Mercedes              | 1 min 11 s 870 | 1 min 11 s 476 | 1 min 10 s 940 |
| 6                                                                                         | Yuki Tsunoda     | AlphaTauri-Honda RBPT | 1 min 12 s 358 | 1 min 11 s 676 | 1 min 11 s 019 |
| 7                                                                                         | Charles Leclerc  | Ferrari               | 1 min 12 s 107 | 1 min 11 s 473 | 1 min 11 s 077 |
| 8                                                                                         | Daniel Ricciardo | AlphaTauri-Honda RBPT | 1 min 12 s 175 | 1 min 11 s 423 | 1 min 11 s 122 |
| 9                                                                                         | Carlos Sainz     | Ferrari               | 1 min 11 s 796 | 1 min 11 s 491 | 1 min 11 s 126 |
| 10                                                                                        | Oscar Piastri    | McLaren-Mercedes      | 1 min 12 s 356 | 1 min 11 s 648 | 1 min 11 s 189 |
| 11                                                                                        | Kevin Magnussen  | Haas-Ferrari          | 1 min 12 s 058 | 1 min 11 s 727 |                |
| 12                                                                                        | Nico Hülkenberg  | Haas-Ferrari          | 1 min 12 s 136 | 1 min 11 s 752 |                |
| 13                                                                                        | Pierre Gasly     | Alpine-Renault        | 1 min 12 s 229 | 1 min 11 s 822 |                |
| 14                                                                                        | Valtteri Bottas  | Alfa Romeo-Ferrari    | 1 min 12 s 303 | 1 min 11 s 872 |                |
| 15                                                                                        | Fernando Alonso  | Aston Martin-Mercedes | 1 min 12 s 224 | Pas de temps   |                |
| 16                                                                                        | Esteban Ocon     | Alpine-Renault        | 1 min 12 s 388 |                |                |
| 17                                                                                        | Lance Stroll     | Aston Martin-Mercedes | 1 min 12 s 482 |                |                |
| 18                                                                                        | Guanyu Zhou      | Alfa Romeo-Ferrari    | 1 min 12 s 497 |                |                |
| 19                                                                                        | Alexander Albon  | Williams-Mercedes     | 1 min 12 s 525 |                |                |
| 20                                                                                        | Logan Sargeant   | Williams-Mercedes     | 1 min 12 s 615 |                |                |
| Temps minimal à réaliser pour la qualification : 1 min 16 s 821 (107 % de 1 min 11 s 796) |                  |                       |                |                |                |

- La séance est interrompue à 33 secondes du terme de la SQ1 après qu'Esteban Ocon a percuté Fernando Alonso dans le virage no 3 lors d'un tour lancé. L'Alpine, qui a percuté le mur, est particulièrement endommagée. Bruno Famin, le directeur d’Alpine, est inquiet quant à la présence d'Ocon lors du sprint : « C'est notre grande inquiétude, on ne sait pas quels sont les dégâts, si le châssis est touché c’est mort[13]. »

### Sprint, le samedi de 15 h 30 à 16 h 30
| Pos. | Pilote           | Voiture               | Tours | Temps/Abandon                  | Grille | Points |
| ---- | ---------------- | --------------------- | ----- | ------------------------------ | ------ | ------ |
| 1    | Max Verstappen   | Red Bull-Honda RBPT   | 24    | 30 min 07 s 209 (205,887 km/h) | 2      | 8      |
| 2    | Lando Norris     | McLaren-Mercedes      | 24    | + 4 s 287                      | 1      | 7      |
| 3    | Sergio Pérez     | Red Bull-Honda RBPT   | 24    | + 13 s 617                     | 3      | 6      |
| 4    | George Russell   | Mercedes              | 24    | + 25 s 879                     | 4      | 5      |
| 5    | Charles Leclerc  | Ferrari               | 24    | + 28 s 560                     | 7      | 4      |
| 6    | Yuki Tsunoda     | AlphaTauri-Honda RBPT | 24    | + 29 s 210                     | 6      | 3      |
| 7    | Lewis Hamilton   | Mercedes              | 24    | + 34 s 726                     | 5      | 2      |
| 8    | Carlos Sainz Jr. | Ferrari               | 24    | + 35 s 106                     | 9      | 1      |
| 9    | Daniel Ricciardo | AlphaTauri-Honda RBPT | 24    | + 35 s 303                     | 8      |        |
| 10   | Oscar Piastri    | McLaren-Mercedes      | 24    | + 38 s 219                     | 10     |        |
| 11   | Fernando Alonso  | Aston Martin-Mercedes | 24    | + 39 s 061                     | 15     |        |
| 12   | Lance Stroll     | Aston Martin-Mercedes | 24    | + 39 s 478                     | 17     |        |
| 13   | Pierre Gasly     | Alpine-Renault        | 24    | + 40 s 621                     | 13     |        |
| 14   | Esteban Ocon     | Alpine-Renault        | 24    | + 42 s 848                     | 16     |        |
| 15   | Alexander Albon  | Williams-Mercedes     | 24    | + 43 s 394                     | 19     |        |
| 16   | Kevin Magnussen  | Haas-Ferrari          | 24    | + 56 s 507                     | 11     |        |
| 17   | Zhou Guanyu      | Alfa Romeo-Ferrari    | 24    | + 58 s 723                     | 18     |        |
| 18   | Nico Hulkenberg  | Haas-Ferrari          | 24    | + 1 min 00 s 330               | 12     |        |
| 19   | Valtteri Bottas  | Alfa Romeo-Ferrari    | 24    | + 1 min 00 s 749               | 14     |        |
| 20   | Logan Sargeant   | Williams-Mercedes     | 24    | + 1 min 00 s 945               | 20     |        |

## Course

### Classement de la course
| Pos. | no | Pilote           | Écurie                | Tours | Temps/Abandon                      | Grille | Points |
| ---- | -- | ---------------- | --------------------- | ----- | ---------------------------------- | ------ | ------ |
| 1    | 1  | Max Verstappen   | Red Bull-Honda RBPT   | 71    | 1 h 56 min 48 s 894 (157,110 km/h) | 1      | 25     |
| 2    | 4  | Lando Norris     | McLaren-Mercedes      | 71    | + 8 s 277                          | 6      | 18 + 1 |
| 3    | 14 | Fernando Alonso  | Aston Martin-Mercedes | 71    | + 34 s 155                         | 4      | 15     |
| 4    | 11 | Sergio Pérez     | Red Bull-Honda RBPT   | 71    | + 34 s 208                         | 9      | 12     |
| 5    | 18 | Lance Stroll     | Aston Martin-Mercedes | 71    | + 40 s 845                         | 3      | 10     |
| 6    | 55 | Carlos Sainz Jr. | Ferrari               | 71    | + 50 s 188                         | 7      | 8      |
| 7    | 10 | Pierre Gasly     | Alpine-Renault        | 71    | + 56 s 093                         | 15     | 6      |
| 8    | 44 | Lewis Hamilton   | Mercedes              | 71    | + 1 min 02 s 859                   | 5      | 4      |
| 9    | 22 | Yuki Tsunoda     | AlphaTauri-Honda RBPT | 71    | + 1 min 09 s 880                   | 16     | 2      |
| 10   | 31 | Esteban Ocon     | Alpine-Renault        | 70    | + 1 tour                           | 14     | 1      |
| 11   | 2  | Logan Sargeant   | Williams-Mercedes     | 70    | + 1 tour                           | 19     |        |
| 12   | 27 | Nico Hülkenberg  | Haas-Ferrari          | 70    | + 1 tour                           | 11     |        |
| 13   | 3  | Daniel Ricciardo | AlphaTauri-Honda RBPT | 70    | + 1 tour                           | 17     |        |
| 14   | 81 | Oscar Piastri    | McLaren-Mercedes      | 69    | + 2 tours                          | 10     |        |
| Abd. | 63 | George Russell   | Mercedes              | 57    | Température d'huile                | 8      |        |
| Abd. | 77 | Valtteri Bottas  | Alfa Romeo-Ferrari    | 39    | Problème hydraulique               | 18     |        |
| Abd. | 24 | Zhou Guanyu      | Alfa Romeo-Ferrari    | 22    | Moteur                             | 20     |        |
| Abd. | 20 | Kevin Magnussen  | Haas-Ferrari          | 0     | Accrochage                         | 12     |        |
| Abd. | 23 | Alexander Albon  | Williams-Mercedes     | 0     | Accrochage                         | 13     |        |
| Np.  | 16 | Charles Leclerc  | Ferrari               | 0     | Problème hydraulique               | 2      |        |

### Pole position et record du tour
- Pole position :  Max Verstappen (Red Bull-Honda RBPT) en 1 min 10 s 727 (219,328 km/h)[16].
- Meilleur tour en course :   Lando Norris (McLaren-Mercedes) en 1 min 12 s 486 (214,005 km/h) au soixante-et-unième tour ; deuxième de l'épreuve, il remporte le point bonus associé[17].

### Tours en tête
- Max Verstappen (Red Bull-Honda RBPT) : 68 tours (1-56 / 60-71)[18]
- Lando Norris (McLaren-Mercedes) : 3 tours (57-59)

## Classements généraux à l'issue de la course
| Pos.     | Pilote           | Écurie                | Points |
| -------- | ---------------- | --------------------- | ------ |
| Champion | Max Verstappen   | Red Bull-Honda RBPT   | 524    |
| 2        | Sergio Pérez     | Red Bull-Honda RBPT   | 258    |
| 3        | Lewis Hamilton   | Mercedes              | 226    |
| 4        | Fernando Alonso  | Aston Martin-Mercedes | 198    |
| 5        | Lando Norris     | McLaren-Mercedes      | 195    |
| 6        | Carlos Sainz Jr. | Ferrari               | 192    |
| 7        | Charles Leclerc  | Ferrari               | 170    |
| 8        | George Russell   | Mercedes              | 156    |
| 9        | Oscar Piastri    | McLaren-Mercedes      | 87     |
| 10       | Lance Stroll     | Aston Martin-Mercedes | 63     |
| 11       | Pierre Gasly     | Alpine-Renault        | 62     |
| 12       | Esteban Ocon     | Alpine-Renault        | 46     |
| 13       | Alexander Albon  | Williams-Mercedes     | 27     |
| 14       | Yuki Tsunoda     | AlphaTauri-Honda RBPT | 13     |
| 15       | Valtteri Bottas  | Alfa Romeo-Ferrari    | 10     |
| 16       | Nico Hülkenberg  | Haas-Ferrari          | 9      |
| 17       | Daniel Ricciardo | AlphaTauri-Honda RBPT | 6      |
| 18       | Zhou Guanyu      | Alfa Romeo-Ferrari    | 6      |
| 19       | Kevin Magnussen  | Haas-Ferrari          | 3      |
| 20       | Liam Lawson      | AlphaTauri-Honda RBPT | 2      |
| 21       | Logan Sargeant   | Williams-Mercedes     | 1      |

| Pos.     | Écurie                | Points |
| -------- | --------------------- | ------ |
| Champion | Red Bull-Honda RBPT   | 782    |
| 2        | Mercedes              | 382    |
| 3        | Ferrari               | 362    |
| 4        | McLaren-Mercedes      | 282    |
| 5        | Aston Martin-Mercedes | 261    |
| 6        | Alpine-Renault        | 108    |
| 7        | Williams-Mercedes     | 28     |
| 8        | AlphaTauri-Honda RBPT | 21     |
| 9        | Alfa Romeo-Ferrari    | 16     |
| 10       | Haas-Ferrari          | 12     |

## Statistiques
Le Grand Prix de São Paulo 2023 représente :
- la 31e pole position de Max Verstappen, sa onzième de la saison[21] ;
- la 52e victoire de Max Verstappen, sa dix-septième de la saison[22] ;
- la 111e victoire de Red Bull, la dix-neuvième de la saison[23] ;
- la 19e victoire de Honda RBPT en tant que motoriste[24].

Au cours de ce Grand Prix :
- Red Bull Racing, avec 782 points, établit le nouveau record de points sur une saison, détrônant Mercedes (765 points en 2016)[25] ;
- Max Verstappen, en remportant une 17e victoire, améliore son record de succès sur une saison établi lors de l'épreuve précédente[26] ;
- Max Verstappen, avec 52 victoires, dépasse Alain Prost et pointe à une longueur de Sebastian Vettel au troisième rang des pilotes les plus victorieux[27] ;
- Avec 85 % de victoires dans une saison (17 sur 20) et alors qu'il reste encore deux épreuves, Max Verstappen établit un nouveau record, devant Alberto Ascari (6 sur 8 soit 75 % de réussite en 1952)[28] ;
- Lando Norris passe la barre des 600 points inscrits en Formule 1 (623 points)[29] ;
- Lando Norris est élu « pilote du jour » à l'issue d'un vote organisé sur le site officiel de la Formule 1[30] ;
- Vitantonio Liuzzi (80 départs en Grands Prix entre 2005 et 2011, 26 points inscrits) est nommé conseiller par la FIA pour aider dans leurs jugements le groupe des commissaires de course[31].